# Ernault-Batignolles
H. Ernault-Batignolles était une entreprise française de constructions mécaniques, connue aussi sous le nom H. Ernault-Somua (HES).

## Historique

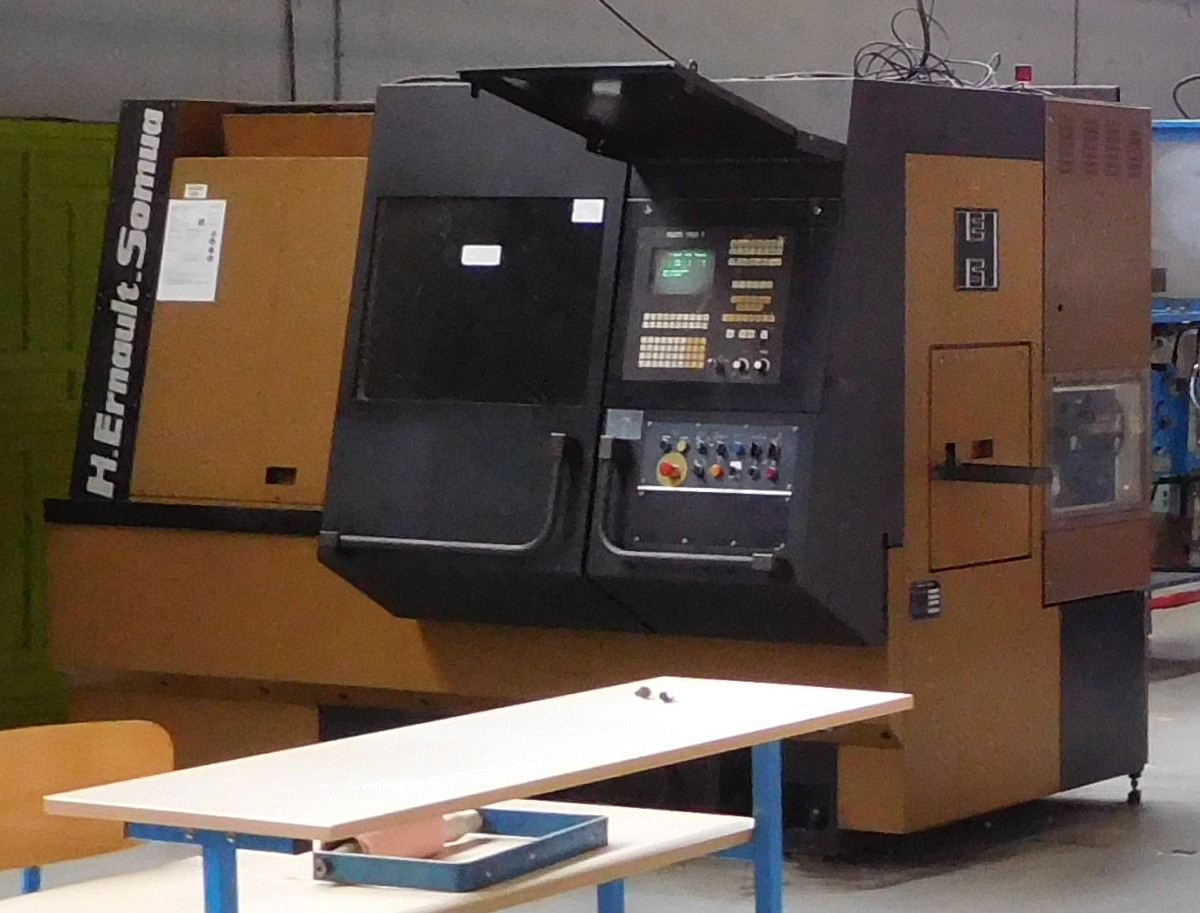
Machine-outil à commande numérique HES.

La société H. Ernault-Batignolles est constituée le 13 septembre 1934 par la société Batignolles-Châtillon (filiale nantaise de la Société de construction des Batignolles) et les Fonderies de Saint-Nazaire avec un capital de 1,2 million de francs. Les « Établissements Henri Ernault » font apport de leurs fabrications de tours.
La fabrication des tours (tours parallèles de précision, tours semi-automatiques) et de machines-outils est réalisée dans les ateliers de Nantes, les Fonderies de Saint-Nazaire en fournissent la matière première. En 1942, Batignolles-Châtillon lui apporte les ateliers de la rue Jacquier et de la rue d'Alésia à Paris qu'elle avait acquis en 1939. 
Une usine est également implantée à Cholet en 1943. 
Elle devient un département de Batignolles-Châtillon, avant de retrouver son indépendance en 1956.
En 1962, elle devient la société H. Ernault-Somua (HES) à la suite de sa fusion avec « Machine Outil Somua », tout en absorbant la Société bourbonnaise de machines-outils, puis elle devient Ernault-Toyoda Automation (ETA) à la suite de la prise de contrôle par Toyota en 1985.
Quant au site de Cholet, il devient ensuite un parc de loisirs possédant un karting électrique et des salles de football en salle.

### De l'atelier Colmant à la Maison Ernault
Alexandre Colmant a créé en 1863 un tour parallèle de précision qui a retenu l'attention des arsenaux, notamment pour la conception de pièces de précision dans les fusils Chassepot. Colmant obtient une médaille d'or à l'Exposition universelle de 1867. En 1868, c'est l'invention d'une nouvelle fraiseuse universelle. Il abandonne alors le 23, rue Turgot (Paris, 9e arrondissement) pour investir le 33, rue de la Tombe-Issoire (Paris, 14e arrondissement). 
En 1890, l'atelier de la Tombe-Issoire se révèle à son tour exigu : la fabrication est transférée au 169, rue d'Alésia. Les commandes du Ministère de la Guerre affluent, dont la mise en fabrication du fusil Lebel.
Henri Ernault avait pris la direction de la maison en 1892. Il obtint en 1900 le grand prix de l'Exposition universelle. La société fonctionne avec efficacité grâce à ses huit tours parallèles de dimensions différentes. Cependant la crise de 1932-1933 secoue l'équilibre de l'entreprise.

### De la maison Ernault à la société H. Ernault-Batignolles
Le 13 septembre 1933, l'entreprise passe sous contrôle de la société Batignolles-Châtillon, sous le nom H. Ernault-Batignolles qui restera sa marque pendant trente ans. Lors de l'insurrection de Paris en août 1944, le comité local de libération établit son siège dans les locaux de la rue d'Alésia avant d'investir la mairie de l'arrondissement. C'est pourquoi une plaque commémorative fut apposée à la porte de l'usine.
L'entreprise poursuit ses réalisations nouvelles par le lancement d'un tour à copier, en 1946, qui se prolonge par la création d'un tour à cycles automatiques, dit « Pilote », qui place H. Ernault-Batignolles comme fer-de-lance de la copie sur tour au niveau mondial. En 1957, l'entreprise prend le contrôle de la Société bourbonnaise de machines-outils, qui lui apporte le site de Moulins. Elle constitue la Société de mécanique et d'automatisme du Bourbonnais (SOMAB).

### De la société H. Ernault-Batignolles à la société H. Ernault-Somua
Elle absorbe en 1962 la société de machine-outil Somua, possédant elle-même une tradition mécanique réputée. Les services commerciaux sont installés au 63, rue La Boétie, et le siège social reste au 169, rue d'Alésia jusqu'en 1970. Face aux aménagements envisagés pour accompagner la progression de l'entreprise, découragés par une notification de la préfecture de la Seine en 1962, la société cède ses immeubles parisiens et s'installe à Vélizy-Villacoublay (rue de l'Europe) qui devient le siège du groupe HES. Le groupe, qui alors emploie 2 500 personnes et produit 3 000 machines-outils par an, comporte six usines : Cholet, Lisieux, Moulins, Montzeron (Toutry), Paris Alésia et Saint-Denis, qui bénéficie d'une grande notoriété internationale avec plus de 60 000 machines en service dans le monde.
Le groupe HES devient filiale de Jeumont-Schneider et dispose alors des sites industriels de Cholet (rue de Bourgneuf), Lisieux (rue Henry Papin), Moulins (boulevard de Nomazy), Montzeron (Toutry) et Saint-Étienne (vendu au groupe Liné en 1979).

## Anecdote
Le deuxième film produit en 1973 par Jean Yanne, Moi y'en a vouloir des sous ! a été tourné en partie sur le site H. Ernault-Somua de Vélizy-Villacoublay.